# Handball-Bundesliga (mannen) 2015/16
De Handball-Bundesliga 2015/16 is de 51e seizoen van de hoogste Duitse handbalcompetitie voor mannenteams.
Rhein-Neckar Löwen werd voor het eerst in hun clubbestaan kampioen van Duitsland. ThSV Eisenach en TuS Nettelstedt-Lübbecke degradeerde na dit seizoen terug naar de 2. Handball-Bundesliga.
Op 20 januari 2016 kondigde HSV Hamburg aan om zich terug te trekken uit de Handball-Bundesliga. Hierdoor werd de competitie verder met 17 teams gespeeld.

## Teams
| Ploeg                    | Plaats             | Deelstaat           | Hal                    |
| ------------------------ | ------------------ | ------------------- | ---------------------- |
| HBW Balingen-Weilstetten | Balingen           | Baden-Württemberg   | Sparkassen-Arena       |
| Bergischer HC            | Wuppertal Solingen | Noordrijn-Westfalen | Uni-Halle Klingenhalle |
| Füchse Berlin            | Berlijn            | Berlijn             | Max-Schmeling-Halle    |
| TVB 1898 Stuttgart       | Stuttgart          | Baden-Württemberg   | Scharrena Stuttgart    |
| ThSV Eisenach            | Eisenach           | Thüringen           | Werner-Aßmann-Halle    |
| SG Flensburg-Handewitt   | Flensburg          | Sleeswijk-Holstein  | Campushalle            |
| Frisch Auf Göppingen     | Göppingen          | Baden-Württemberg   | EWS Arena              |
| VfL Gummersbach          | Gummersbach        | Noordrijn-Westfalen | Eugen-Haas-Halle       |
| TSV Hannover-Burgdorf    | Hannover           | Nedersaksen         | AWD Hall               |
| HSV Hamburg              | Hamburg            | Hamburg             | O2 World Hamburg       |
| THW Kiel                 | Kiel               | Sleeswijk-Holstein  | Sparkassen-Arena       |
| SC DHfK Leipzig          | Leipzig            | Saksen              | Arena Leipzig          |
| TBV Lemgo                | Lemgo              | Noordrijn-Westfalen | Lipperlandhalle        |
| SC Magdeburg             | Maagdenburg        | Saksen-Anhalt       | Bördelandhalle         |
| MT Melsungen             | Melsungen          | Hessen              | Rothenbach-Halle       |
| TuS Nettelstedt-Lübbecke | Lübbecke           | Noordrijn-Westfalen | Kreissporthalle        |
| Rhein-Neckar Löwen       | Mannheim           | Baden-Württemberg   | SAP Arena              |
| HSG Wetzlar              | Wetzlar            | Nedersaksen         | RITTAL Arena           |

## Stand
| Pos | Club                     | Wed | W  | G | V  | Ptn | DV  | DT   | +/−  |
| --- | ------------------------ | --- | -- | - | -- | --- | --- | ---- | ---- |
| 1   | Rhein-Neckar Löwen       | 32  | 28 | 0 | 4  | 56  | 916 | 704  | +212 |
| 2   | SG Flensburg-Handewitt   | 32  | 26 | 3 | 3  | 55  | 969 | 785  | +184 |
| 3   | THW Kiel                 | 32  | 24 | 2 | 6  | 50  | 974 | 822  | +152 |
| 4   | MT Melsungen             | 32  | 22 | 3 | 7  | 47  | 910 | 825  | +85  |
| 5   | Füchse Berlin            | 32  | 20 | 3 | 9  | 43  | 910 | 825  | +85  |
| 6   | Frisch Auf Göppingen     | 32  | 19 | 1 | 12 | 39  | 888 | 820  | +68  |
| 7   | TSV Hannover-Burgdorf    | 32  | 14 | 8 | 10 | 36  | 891 | 880  | +11  |
| 8   | SC Magdeburg             | 32  | 14 | 7 | 11 | 35  | 895 | 880  | +15  |
| 9   | VfL Gummersbach          | 32  | 16 | 3 | 13 | 35  | 874 | 864  | +10  |
| 10  | HSG Wetzlar              | 32  | 15 | 4 | 13 | 34  | 823 | 822  | +1   |
| 11  | SC DHfK Leipzig          | 32  | 13 | 4 | 15 | 30  | 856 | 904  | −48  |
| 12  | Bergischer HC            | 32  | 9  | 1 | 22 | 19  | 815 | 911  | −96  |
| 13  | TBV Lemgo                | 32  | 8  | 2 | 22 | 18  | 847 | 953  | −106 |
| 14  | HBW Balingen-Weilstetten | 32  | 6  | 3 | 23 | 15  | 850 | 934  | −84  |
| 15  | TVB 1898 Stuttgart       | 32  | 4  | 6 | 22 | 14  | 783 | 926  | −143 |
| 16  | ThSV Eisenach            | 32  | 4  | 2 | 26 | 10  | 795 | 1002 | −207 |
| 17  | TuS Nettelstedt-Lübbecke | 32  | 2  | 4 | 26 | 8   | 801 | 940  | −139 |
| 18  | HSV Hamburg              | 0   | 0  | 0 | 0  | 0   | 0   | 0    | 0    |

| Kleur | Kwalificatie voor                                                    |
| ----- | -------------------------------------------------------------------- |
| 0     | Landskampioen van Duitsland, gekwalificeerd voor de Champions League |
| 0     | Gekwalificeerd voor de Champions League                              |
| 0     | Gekwalificeerd voor de EHF Cup                                       |
| 0     | Degradeert naar de 2. Handball-Bundesliga                            |
| 0     | Teruggetrokken                                                       |

## Uitslagen
| Teams                    | BAL   | BRG   | BER   | EIS   | FLE   | GÖP   | GUM   | HSV   | HAN   | KIE   | LEI   | LEM   | LÜB   | MAG   | MEL   | RNL   | STU   | WET   |
| ------------------------ | ----- | ----- | ----- | ----- | ----- | ----- | ----- | ----- | ----- | ----- | ----- | ----- | ----- | ----- | ----- | ----- | ----- | ----- |
| HBW Balingen-Weilstetten |       | 26–31 | 31–32 | 27–20 | 22–29 | 21–29 | 27–31 |       | 27–30 | 22–22 | 27–25 | 30–27 | 32–25 | 28–28 | 30–36 | 21–31 | 24–25 | 27–26 |
| Bergischer HC            | 30–35 |       | 26–29 | 30–22 | 22–29 | 22–29 | 22–23 |       | 24–21 | 28–31 | 28–31 | 31–30 | 30–28 | 28–26 | 28–29 | 21–24 | 21–21 | 27–21 |
| Füchse Berlin            | 31–26 | 34–28 |       | 30–24 | 26–27 | 31–27 | 26–24 |       | 28–28 | 24–27 | 34–27 | 37–27 | 34–31 | 30–26 | 23–24 | 24–22 | 26–20 | 23–20 |
| ThSV Eisenach            | 33–21 | 28–26 | 28–40 |       | 24–32 | 28–29 | 28–32 |       | 24–36 | 19–31 | 24–35 | 22–28 | 31–30 | 23–29 | 27–30 | 19–36 | 28–28 | 25–29 |
| SG Flensburg-Handewitt   | 32–22 | 41–27 | 30–30 | 35–18 |       | 32–25 | 28–25 |       | 37–21 | 30–25 | 35–28 | 29–21 | 34–27 | 33–30 | 32–33 | 25–32 | 34–19 | 35–23 |
| Frisch Auf Göppingen     | 34–30 | 31–19 | 25–23 | 31–21 | 23–28 |       | 28–21 |       | 35–28 | 29–21 | 29–21 | 35–25 | 28–22 | 32–24 | 27–24 | 19–26 | 35–26 | 28–29 |
| VfL Gummersbach          | 26–24 | 34–21 | 26–28 | 32–21 | 25–32 | 31–27 |       |       | 31–30 | 26–30 | 23–23 | 28–24 | 33–28 | 30–25 | 26–27 | 22–33 | 25–24 | 29–24 |
| HSV Hamburg              |       |       |       |       |       |       |       | 00–00 |       |       |       |       |       |       |       |       |       |       |
| TSV Hannover-Burgdorf    | 32–27 | 29–24 | 25–22 | 37–27 | 25–25 | 26–23 | 29–24 |       |       | 30–30 | 25–31 | 28–23 | 29–28 | 31–31 | 24–24 | 18–30 | 30–22 | 28–24 |
| THW Kiel                 | 38–28 | 38–29 | 26–21 | 32–22 | 26–28 | 38–29 | 31–26 |       | 33–29 |       | 30–21 | 32–23 | 28–26 | 33–24 | 32–27 | 31–20 | 32–23 | 30–21 |
| SC DHfK Leipzig          | 36–31 | 31–28 | 25–23 | 36–31 | 25–31 | 22–27 | 21–31 |       | 29–29 | 33–38 |       | 28–25 | 26–24 | 26–25 | 21–32 | 21–30 | 31–24 | 22–22 |
| TBV Lemgo                | 30–28 | 26–28 | 26–34 | 35–30 | 30–32 | 24–35 | 26–20 |       | 34–34 | 26–34 | 30–25 |       | 25–21 | 31–33 | 22–31 | 26–32 | 29–26 | 23–23 |
| TuS Nettelstedt-Lübbecke | 25–24 | 26–27 | 25–32 | 22–24 | 19–25 | 26–26 | 25–28 |       | 29–29 | 23–33 | 24–24 | 22–30 |       | 28–29 | 19–30 | 23–35 | 23–22 | 28–29 |
| SC Magdeburg             | 28–27 | 28–25 | 24–24 | 27–24 | 23–23 | 28–27 | 31–27 |       | 30–28 | 29–28 | 28–31 | 36–29 | 33–21 |       | 28–28 | 23–24 | 34–23 | 26–26 |
| MT Melsungen             | 29–28 | 29–22 | 23–20 | 31–25 | 25–32 | 31–21 | 23–27 |       | 25–28 | 30–29 | 31–23 | 37–24 | 32–24 | 28–28 |       | 25–23 | 30–26 | 29–22 |
| Rhein-Neckar Löwen       | 29–24 | 28–20 | 28–26 | 39–25 | 22–25 | 25–14 | 31–22 |       | 27–23 | 24–20 | 28–22 | 33–19 | 32–20 | 27–25 | 34–24 |       | 31–20 | 26–18 |
| TVB 1898 Stuttgart       | 22–22 | 25–23 | 24–32 | 30–30 | 18–28 | 23–31 | 37–37 |       | 21–23 | 26–35 | 28–26 | 28–27 | 33–33 | 30–33 | 21–28 | 21–33 |       | 27–28 |
| HSG Wetzlar              | 32–21 | 28–19 | 27–33 | 26–20 | 24–21 | 24–20 | 30–30 |       | 31–28 | 26–30 | 29–30 | 29–22 | 33–24 | 27–23 | 29–25 | 19–23 | 24–20 |       |